# Шведская и Скандинавская митрополия
Шведская и Скандинавская митрополия (греч. Μητρόπολη Σουηδίας και πάσης Σκανδιναυΐας, швед. Ortodoxa metropolitdömet Sverige och Skandinavien) — епархия Константинопольского патриархата на территории Швеции, Дании, Норвегии и Исландии с центром в Стокгольме. Правящим архиереем является митрополит Клеопа (Стронгилис) (с 2014).

## История
Образована 12 августа 1969 года решением Священного синода Константинопольского патриархата; в Шведскую и Скандинавскую митрополию вошли территории Швеции, Норвегии и Исландии, выделенные из состава Фиатирской архиепископии и Дания из Германской митрополии. Кафедральным городом стал Стокгольм. Временным управляющим новообразованной митрополии был митрополит Полиевкт (Финфинис).
30 апреля 1974 года решением Священного синода управляющим Шведской митрополией был избран архимандрит Павел (Меневисоглу), чья хиротония во епископа состоялась 12 мая, а интронизация — 14 июля того же года.
В 1976 году митрополия приобрела в собственность церковь в Уппсале; в 1978 году — Георгиевский собор, ставший кафедральным храмом митрополии; в 1987 году у католической апостольской церкви приобретено храмовое здание в Осло, а в 1998 году — храм в Гётеборге.
Митрополия стала издавать «Бюллетень» на греческом языке и с 1981 года — церковный календарь-ежегодник. Во времена митрополита Павла в Шведской и Скандинавской митрополии кроме самого митрополита служило 2 греческих священнослужителя — один постоянно проживает в Стокгольме, второй — командируется из Греции. Миссионерской деятельностью клирики митрополии не занимались.
С 10 января 2011 года управляющий Шведской митрополией в силу своего статуса одновременно является и председателем православного епископского собрания Скандинавии. 5 мая 2014 года митрополит Павел (Меневисоглу) был переведён на другую кафедру.
21 мая 2014 года епархию возглавил митрополит Клеопа (Стронгилис).
9 ноября 2014 года был учреждён Никольский монастырь в посёлке Реттвик.
В 2019 году в состав митрополии перешли 3 миссионерских прихода расформированного Экзархата приходов русской традиции в Западной Европе (два в Норвегии и один в Швеции). Прочие приходы перешли в Сербскую и Болгарскую православные церкви.

## Митрополиты
1. Полиевкт (Финфинис) (12 августа 1969 — 30 апреля 1974)
2. Павел (Меневисоглу) (12 мая 1974 — 5 мая 2014)
3. Клеопа (Стронгилис) (с 21 мая 2014)[5]

## Приходы
Дания

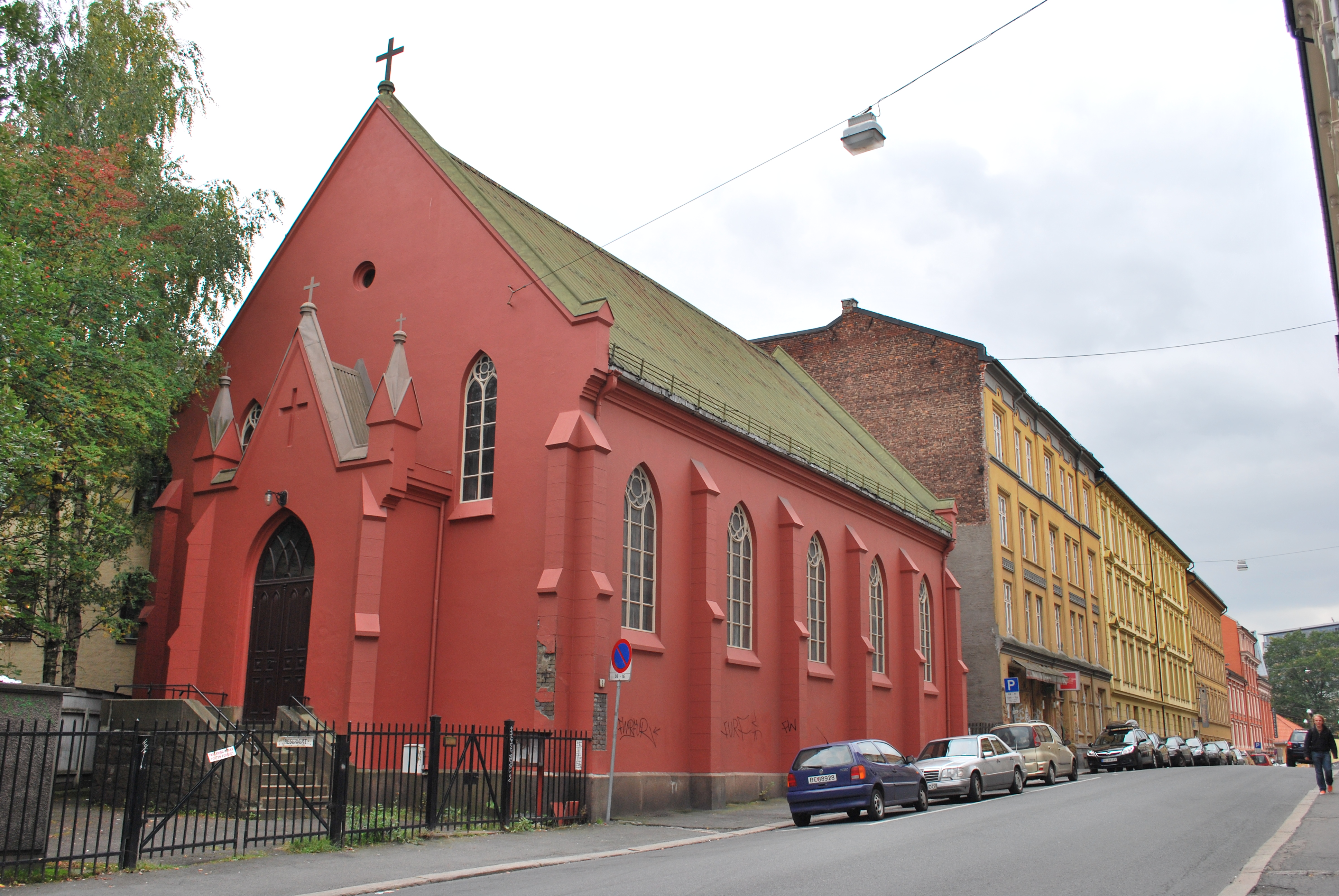
Благовещенский собор в Осло, Норвегия

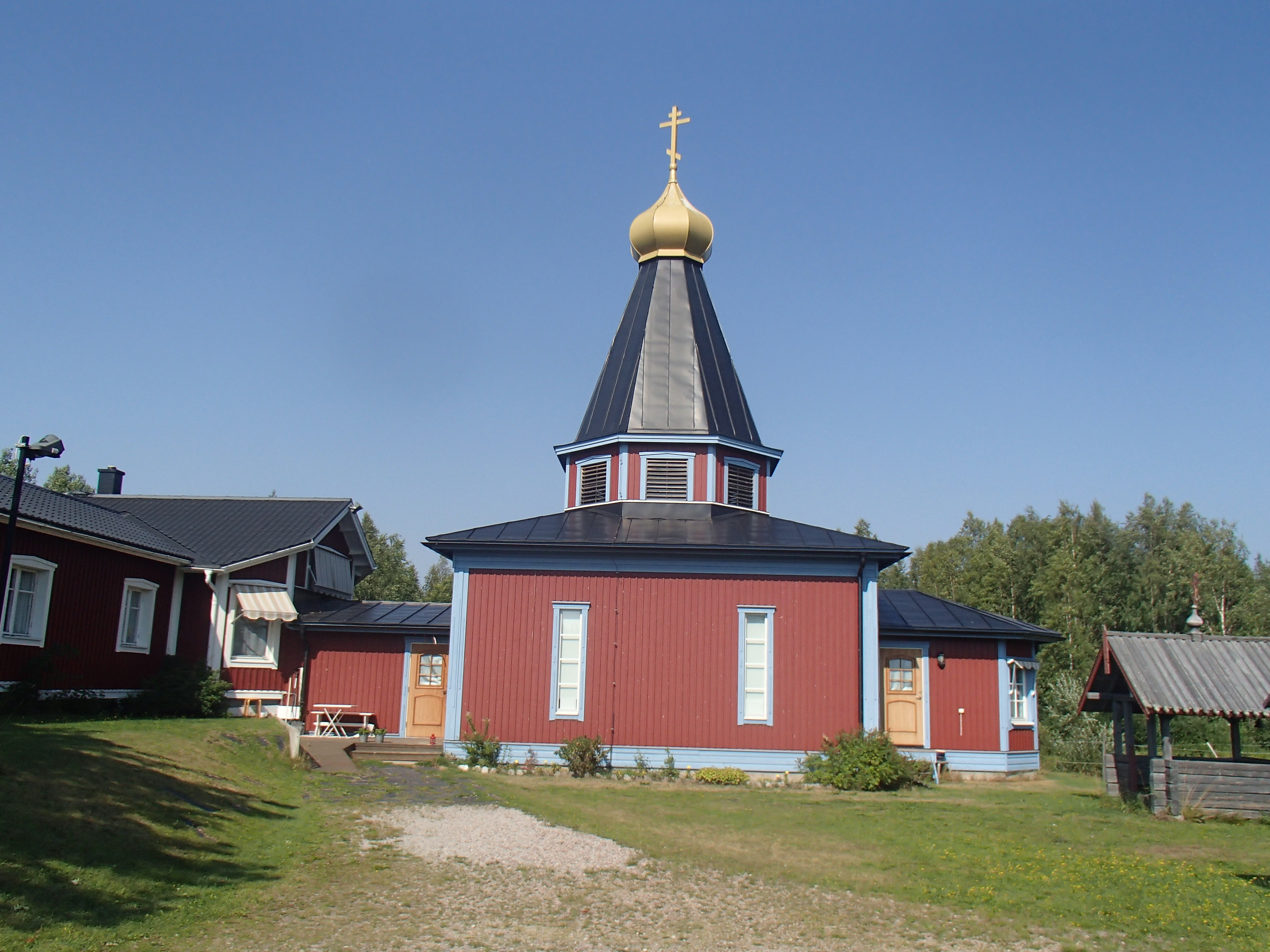
Преображенская церковь в Эверкаликсе, Швеция

- Копенгаген (богослужения совершаются в Роскилле) — приход в честь мученика Георгия Янинского[8]

Исландия
- Рейкьявик — приход святого апостола Варфоломея (в Friðrik Friðriksson Chapel, Reykjavik)[9]

Норвегия
- Берген — приход в честь священномученика Хризостома Смирнского[10].
- Осло — приход Благовещения Пресвятой Богородицы (настоятель архимандрит Александр (Лукатос)/Αλέξανδρος Λουκάτος[11])
- Ставангер — приход в честь святого Нектария Эгинского.

Швеция
- Гётеборг — приход в честь Святой Троицы (настоятель Пе́тро Мо́рали / Πέτρο Μώραλη[12])
- Йёнчёпинг — приход в честь святых Константина и Елены (в связи с переездом священника Николаоса Ригаса[13] в другой город, временное помещение храма было упразднено, богослужения не совершаются)
- Кальмар — приход в честь святого апостола Клеопы[14][15]
- Мальмё — приход в честь святого апостола Андрея
- Стокгольм — приход в честь святого Георгия Победоносца (ключарь архимандрит Сосипатр (Стефаноиди)/ Σωσίπατρο Στεφανούδη[16])
- Уппсала — приход в честь святого апостола Павла
- Эверкаликс — приход в честь Преображения Господня и преподобного Амвросия Оптинского (настоятель — Бенгт Похьянен)